# 小島昂
小島 昂（こじま こう、1998年4月29日 - ）は、ジャパンラグビーリーグワン日野レッドドルフィンズに所属するラグビー選手。

## プロフィール
- 東京都出身[2]。
- ポジションはウィング(WTB)。
- 身長 185 cm、体重 90 kg

## 略歴
2017年、明大中野高校卒業後、明治大学に入る。
2021年、明治大学卒業後、日野レッドドルフィンズに加入。
2023年12月9日に行われたJAPAN RUGBY LEAGUE ONE第1節清水建設江東ブルーシャークス戦にて先発出場でリーグワン公式戦初出場を果たした。